# Budai pénzverő

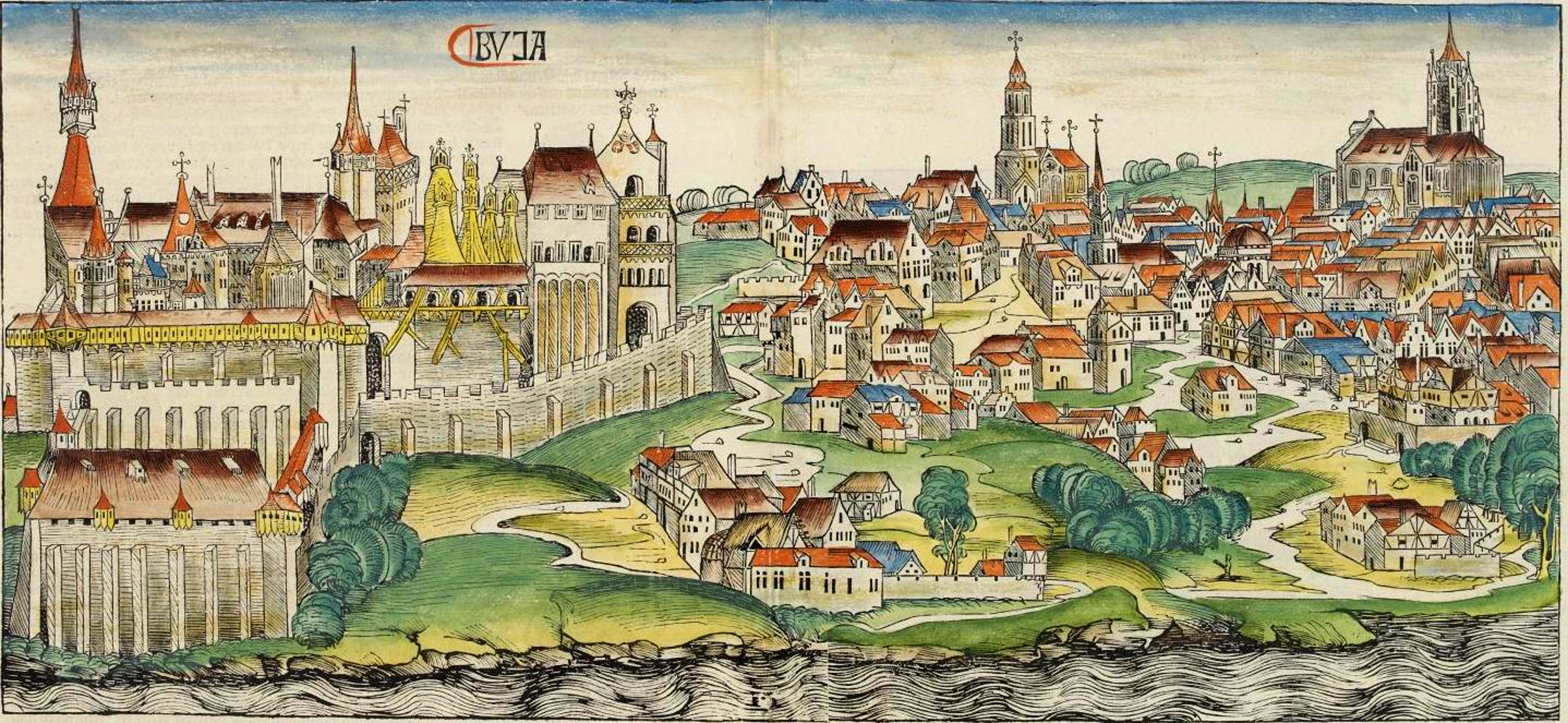
A középkori Buda legkorábbi ismert ábrázolása Hartmann Schedel Világkrónikájában (1493)

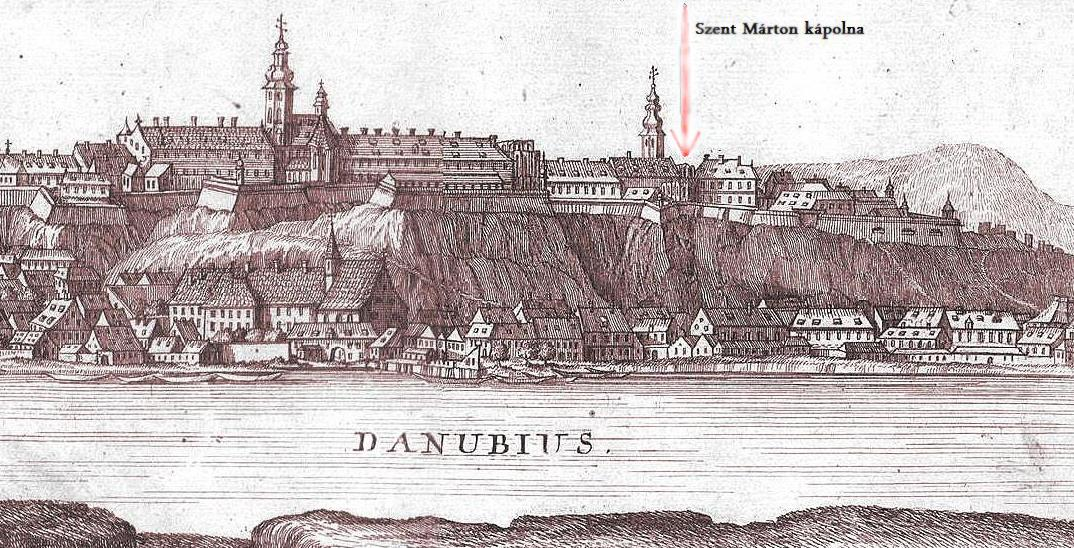
Buda látképe (részlet) Mikoviny Sámuel Notitiájából, 1737

A budai pénzverő a középkorban Budán működő pénzverő műhely (Királyi Pénzverde vagy Domus Regalis, Magna Curia Regis németül Kammerhof) épületegyüttes része volt  , amelyet IV. Béla magyar király alapított a tatárjárás után 1255-ben és rövid megszakításokkal Buda várának török megszállásáig működött. A "Régi királyi ház" épületegyüttese a mai I. kerület Táncsics Mihály utca 7-9. számú telkek helyén épült, maradványai a jelenlegi földszint alatt 6-8 méterre találhatók.  A régészeti leletekkel alátámasztott történeti adatok alapján a város északkeleti sarkában állt a Kammerhof, amely királyi tulajdonú épület volt, benne az önálló, Szent Márton tiszteletére szentelt kápolnával. Ezt az épületegyüttest királyi lakóhelyként is használták.

## A pénzverde helye a várban

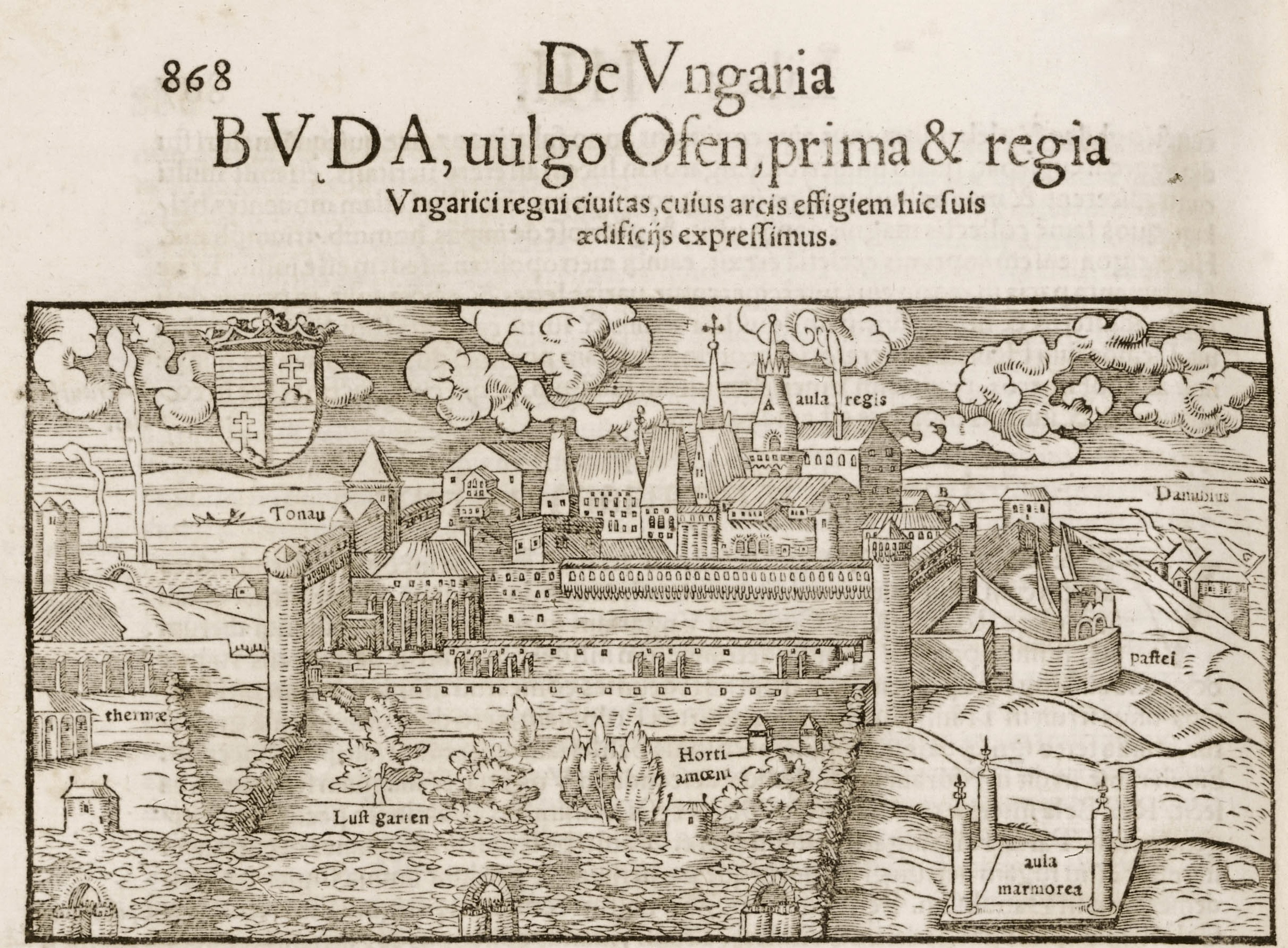
Buda 1530 körül, a metszeten olvasható aula regis felirat a curia regist, azaz a királyi kamara épületét jelzi

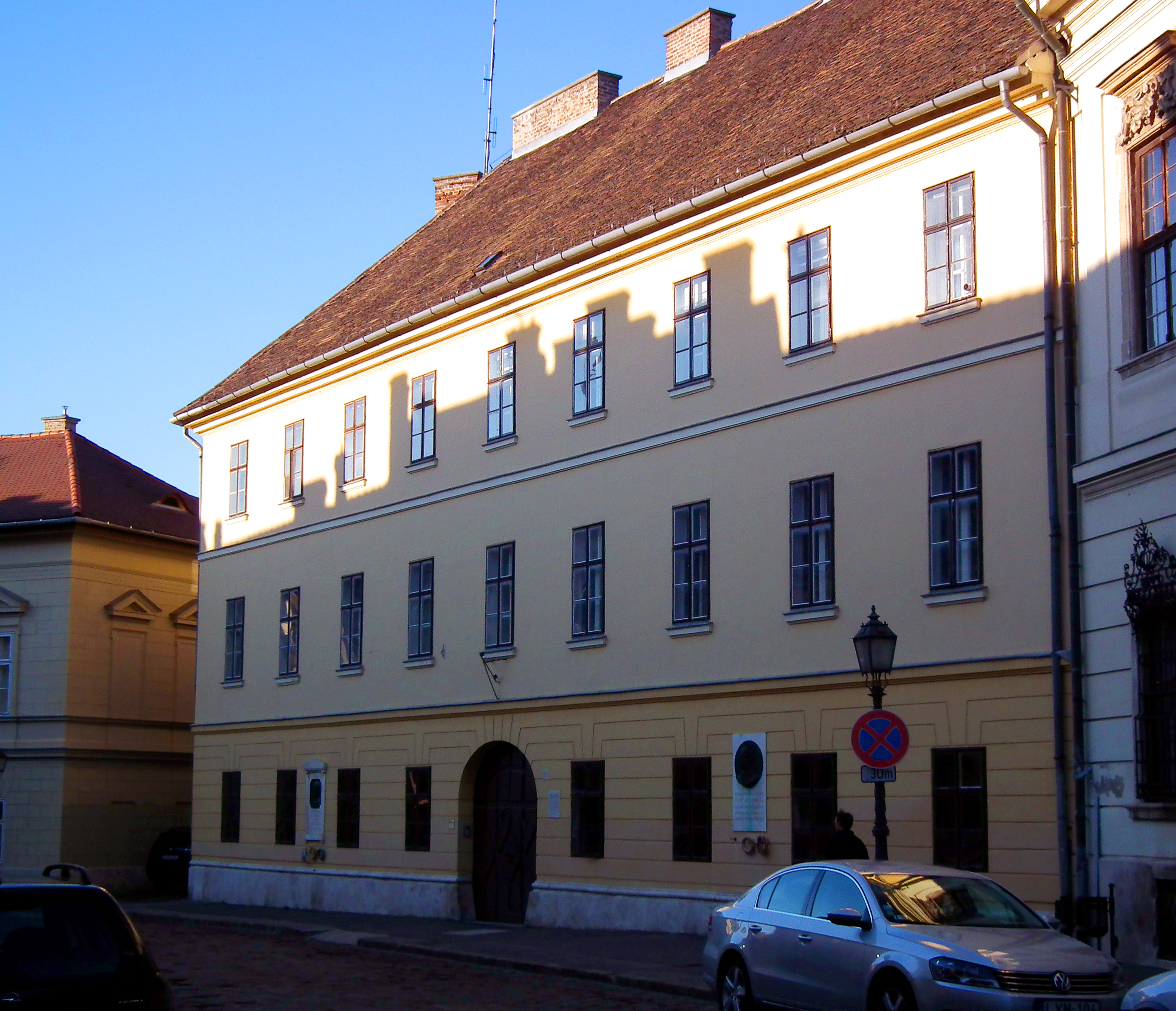
I. kerület Táncsics Mihály utca 9. számú épület, József-kaszárnya, az Erdélyi-bástya és Kammerhof, nemzetgazdasági szempontból kiemelt jelentőségű nemzeti vagyonban tartandó vagyonelem

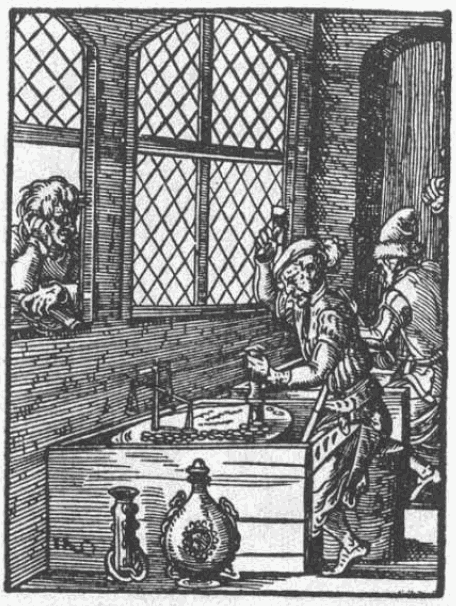
Egy középkori pénzverő mester (magister monetariorum regis) műhelyének ábrázolása 1568-ból

A középkori Buda városát falakkal vették körül, amelybe három kapun keresztül vezetett az út: északon a Szombat kapu, nyugatról a Zsidó kapu, keletről, a Duna felől pedig a Szent János kapu.
A régészeti kutatások alapján a Szombat kapu környékén állhatott a Kammerhofnak vagy antiqua domus regisnek nevezett, a város északkeleti sarkában emelt épületegyüttes , a pénzverő műhely, a Judengasse utcában.
Egyes szakértők szerint a verde területe a budai Várhegy sziklafennsíkjának északkeleti részén , a mai Budai Várnegyedben lévő I. kerület Táncsics Mihály utca 9. számú épület helyére tehető, habár az azonosítható régészeti leleteket nem lehet összefüggő rendszerbe helyezni. A 14. században jelent meg a „curia regalis” vagy a „domus regalis” kifejezés, ezalatt a Szombat kapu és a Domonkos-kolostor közelében álló Kamaraházat, a pénzverdét és a budai financiális igazgatás központját értették. A pénzverde és királyi szállás épületegyüttese egy lakótorony-épületcsoportból állt, amelyben később helyet kapott az 1349-ben épült Szent Mártonról elnevezett királyi házi kápolna is. Tizenötödik századi dokumentumok erősítik meg, hogy az épületegyüttes akkor még létezett. A történészek kutatásai szerint Nagy Lajos király, aki kedvelte a pálosokat, fogadalmat tett: ha nyer a Velence elleni háborúban, megszerzi kedvelt rendje számára  Remete Szent Pál ereklyéjét, ami sikerült is neki. 1381/82-ben a pálosoknak adományozta azt a budavári palotát, amelyet latinul Magna Curia Regis – a király nagy kúriája –, németül Kammerhof – magyarul Kamara-udvar – névvel illettek, azért, hogy ott őrizzék Remete Szent Pál holttestét. 
„egy nagyszerű budavári épülettel s egy ahhoz tartozó templommal ajándékozta meg a szentlőrinci monostort, hogy a remeték - veszély esetén - a város falain belül találjanak menedéket"
A Magna Curia Regis a 18. századi ostromok során pusztult el véglegesen. 

## Története

### Árpád-kor

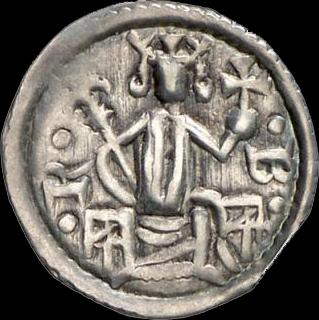
Brakteáta III. Béla vagy IV. Béla korából, a lemezpénz azaz brakteáta verése lehetővé tette, hogy ugyanannyi ezüstből több érme készüljön

A tatárjárás után, 1243 és 1255 között felépült a rettegő ország új fővárosa Buda vára. IV. Béla magyar király a pesti polgárokat átköltöztette a védettebb budai oldalra, a várhegyre. A várost és a várat sokáig hivatalosan „Castrum novi montis Pestiensis"-nek vagyis „Pest újhegyi vár"-nak nevezték. A budai Várhegyen megépült az – akár egy újabb tatár támadással is farkasszemet néző – új királyi rezidencia, s vele (oklevélben először 1255-ben megemlített) a királyi pénzverde is,, amelyet a mindenkori kamaraispán mellett, az esztergomi érsek és a tárnokmester embere felügyelt. Kezdetben a királyi pénzverők (monetarii regis) a kamaraispán – ekkoriban még a pénzverőmester (magister monetariorum regis) – fennhatósága alatt önálló, a központi királyi közigazgatási és gazdasági szervezetbe beilleszkedő testületet alkottak.

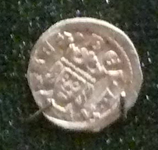
IV. Béla ezüst dénárjának előlapja, +REX-BELA azaz Béla király

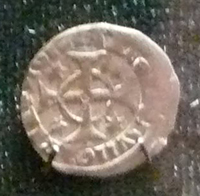
IV. Béla ezüst dénárjának hátlapja, MONETA REGIS P HVNGARIA Moneta regis per Hungariam azaz a király pénze Magyarország számára

A pénzverés fontos pénzügyi és gazdasági tevékenység volt a középkorban ugyanis létezett a periodikus pénzújítás (renovatio monete) gyakorlata, amelynek során a király bizonyos időközönként új pénzt veretett és hozatott forgalomba. A középkori állam alattvalói kötelesek voltak régi érméiket az újra vert érmékre beváltani, általában 3 régi ért 2 újat. Az így szerzett királyi jövedelmet nevezték „kamara haszná”-nak (lucrum camere). A Magyar Királyságban a pénzújítást német mintára, Salamon király vezette be és a pénzreform után a magyar pénzverést Rajna-vidéki zsidók kapták bérbe. II. Béla uralkodásától kezdődően az évenkénti pénzújítás vált rendszeressé.  A pénzváltás (cambium) joga és az régebbi kibocsátású és forgalomból kivont pénz beváltásának joga, a királyi pénzverők kiváltságai közé tartozott. 
IV. Béla 1239-ben pápai engedélyt kért IX. Gergelytől, hogy zsidóknak és szerecseneknek (más néven szaracénoknak, izmaelitáknak, mely elnevezés alapja, hogy az arabok a biblia szerint Ábrahám törvénytelen fiától, Izmaeltől származnak) is bérbe adhassa királyi jövedelmeit. A pápa engedélyt adott erre, csak azt kötötte ki, hogy a kamarabérlők mellé egy keresztény embert is állítson, akinek az a kötelessége, hogy ellenőrizze a bérlőket, nehogy a keresztényekre sérelmes módon gyakorolják magas hivatalukat. Ezt erősítette a király 1251-ben kiadott törvénye is, amelyet Babenberg Frigyes zsidó privilégiumának mintájára adott ki. Babenberg Frigyes kamarájának bérlői, a bécsi Henel és fiai, Wluelinus, Oltmannus és Neklinus Magyarországra települtek, s átvették IV. Béla pénzverésének bérletét. 

„Béla, Isten kegyelméből Magyarország, Dalmácia, Horvátország, Rama, Szerbia, Galicia, Lodoméria, Commania királya, minden Krisztusban hívőnek, aki ezt az oklevelet látni fogja, üdvözlet mindnyájunk üdvözítőjében. Azt akarván, hogy a királyságunkban lakó minden állapotú emberek kegyelmünkben és jóságunkban részesüljenek, a királyságunkban élő valamennyi zsidónak a következő jogokat adtuk, ezeket velük szemben sértetlenül megtartani rendeltük...”

– IV. Béla  privilégiuma “Iudeis hec iura ordinavimus" a zsidók számára

IV. Béla zsidó kiváltságlevelét (Iudeis hec iura ordinavimus) a középkori Magyar Királyság fennállása alatt az egymást követő uralkodók megerősítettek. IV. Béla az 1240-es évek végén Ausztriából hívott be zsidó szakembereket. Henuk és fiai a királyi kamara alkalmazottai, a pénzverde bérlőivé váltak és közvetlenül a királyi palota mellett telepedtek meg, s hamarosan azon a környéken alakult ki Buda első zsidó utcája is. Így a zsidók a király védett kamaraszolgái lettek, a kincstárnak adóztak, a király pedig biztosította a jogvédelmüket. A zsidók akkoriban főként kereskedelemmel, pénzügyletekkel foglalkoztak. A magyar királyok sokszor vették igénybe pénzüket és gazdasági-pénzügyi szakértelmüket.
A pápa IV. Bélától kért feltétele alapján alakult ki az esztergomi érsek pénzverési tized intézménye és jogköre.

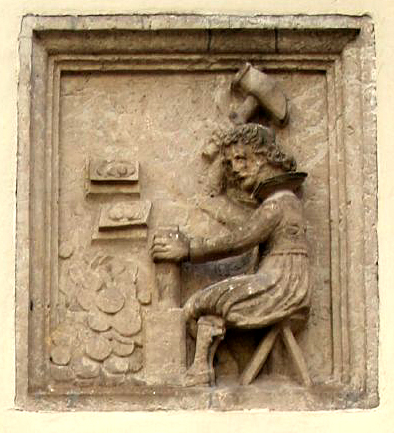
Pénzverő a középkorban

Walternak, a budai kamara ispánjának már az 1260-as évek kezdetétől háza állt a budai várban. Elődje, a zsidó származású  Wluinus a budai pénzverő kamara ispánja volt, akit azonban 1263-ban leváltottak, és azt követően Walter a budai kamaraispáni tisztét 1265-től legkésőbb 1279 tavasza körül bekövetkezett haláláig viselte. A pénzverésnél használt veretmintákat egyedül csak az érseki megbízottnak (pizetarius) az őrizete alatt lehetett tartani. Ő őrizte a pénzverő szerszámokat és a nélkülözhetetlen verőtöveket, amelyeket csak a pénzverés idejére adott át a kamaraispánnak. Ezen kívül felügyelte a pénzöntvény készítését és magát a pénzverés folyamatát is. Az ellenőrzésért az esztergomi érseket minden pénzzé vert márka után egy nehezék (pondus vagy pisetum) illette meg. Az esztergomi érsek később a pénzverés ellenőrzése mellett a bányavárosokban egyéb fontos hatásköröket is gyakorolt. 
IV. Béla 1249 és 1255 között a pénzverést fokozatosan áttelepítette Budára, miután 1256-ban egyik korábbi királyi székhelyét, az esztergomi királyi várat véglegesen átadta az esztergomi érseknek.
A budai pénzverőkamara („curia regalis” vagy „domus regalis”) a 14. században szoros kapcsolatban maradt az esztergomival, Budán esztergomi pénzverők dolgoztak, akik erre az időre egész családjukkal Buda várába költöztek. Az Esztergomból Buda várába telepített pénzverőket a király mentesítette a budavári vám megfizetése alól és ez a vámmentesség annak a jele, hogy a pénzverő műhely akkoriban a királyi lakóhely területén, a budai várfalakon belül történt.
A kamara (camera) szó pénzügyi értelemben az uralkodó magánkincstárát, illetve a királyi pénzjövedelmek összességét jelölte.  Ekkor a budai pénzverő az esztergomi kamarával közös vezetés alatt állt. 1323-ban azonban a két kamara egyesült, majd 1355 körül az esztergomi kamara beszüntette működését és a Magyar Királyság fő pénzverőhelyévé a budai pénzverde vált. A 12. század végén megváltozott a magyar pénzverési technika. A magyar pénzek verőtöveit a nyugat-európai szokástól eltérően nem vésték, hanem poncolták. A verőtő felületébe különböző alakú (ék, kör, vonal stb.) ponctűket ütöttek, ezzel alakítva ki a feliratot és az éremképet. A 13. századtól a verőtöveket azonban már vésték és a ponctűk alkalmazása csak kisebb díszítésekre korlátozódott.
A budai pénzverőkamara veretein a körirattal rendelkező típusokon megjelent Buda neve, az éremképeken pedig gyakran szerepelt Buda címere és a budai vár. Három különböző körirat típust ismer az utókor: MONETA, CIVITAS, LIBERTAS BVDENSIV. M.. Négy típusnál ismert a várkapus ábrázolás, amely Buda város címerképe volt.

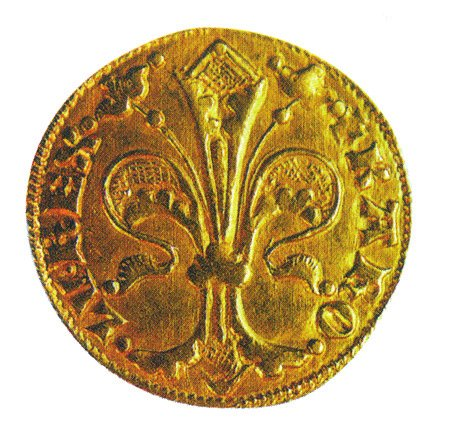
A fiorino d'oro, Károly Róbert aranyforintja. Károly Róbert pénzreformja után a kizárólag Budán készült aranypénzein firenzei szimbólumok – liliom és Keresztelő Szent János – jelentek meg és a királyság vezető pénzverdéje a budai pénzverő lett

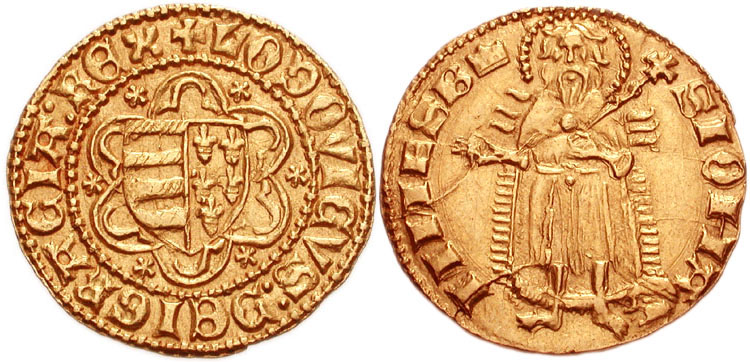
I. (Nagy) Lajos király Budán vert aranyforintja, verde: Buda, kamaraispán: Bernardi Ferenc, felirata LODOVICVS.DEI.GRACIA.REX (Lajos Isten kegyelméből király), középen hatkaréjos keretben Anjou-magyar címer. S.IOHA-NNES.B oldalt verde- és mesterjegy.

### Anjou-kor
A 13. század közepén Európa vezető gazdasági hatalmai áttértek az aranyvalutára. Az első aranyból készült értékpénzeket Firenzében verték (fiorino d’oro). Az aranyforint verésével Firenze létrehozta az egységes és állandó értékű világkereskedelmi pénzt. Az európai államok firenzei mintájú aranypénz-kibocsátásba kezdtek. A nemzetközi tendenciák a magyar gazdaságra is hatottak. A század második felében a Magyar Királyság évi aranytermelése a feltételezések szerint megközelítőleg ezer kilogramm lehetett.  A budai pénzverő az Anjou királyok idejében fontos szerepet játszott, de későbbi működése nem volt folyamatos. Károly Róbert halálának évében azonban újra készültek aranypénzek Körmöcbányán Lipót mester kamaraispánsága alatt, amely ettől kezdve már folyamatos a későbbi uralkodók alatt is. Az Anjou-uralkodók regnálása alatt a 14. század elején a készülő pénzek anyagát az urburaként beszedett érmék beolvasztásából nyerték, később azonban egyre inkább előtérbe került az arany és ezüstbányák szerepe és a pénzverés összekapcsolása, amely a 15. század elejére meghatározóvá vált a királyságban. Részben ennek is köszönhető, hogy a körmöcbányai kamara verdéje átvette a főverde szerepét a budai királyi kamarától.
Károly Róbert 10 kamarára osztotta a Magyar Királyságot, új verdéket alapított, az addigi egyetlen esztergom-budai kamarának két verdéjével szemben. A budai pénzverőház Zsigmond király uralkodása idején is jó hírnévvel rendelkezett. A magyar arany súly és tisztaság tekintetében mintaszerű volt egész Közép-Európában. A pénzverő-ház királyi tulajdonban volt. Magyarországon Károly Róbert pénzreformját követően látták el a királyi verdékben készült pénzeket a verdejegyekkel, hogy az azonos éremképű, de különböző verdékben készült pénzekről meg lehessen állapítani verési helyüket. A király szabadon és függetlenül rendelkezett a verdékkel.  1336-tól kezdődően az egyesített pénzverő és bányakamarák élén álló kamaraispánok felügyelték a bányaművelést, hajtották be az urburát, felelősek voltak a nemesfém beváltásért, nemesfém-finomításért és a pénzverésért is. Felelősségük kiterjedt a pénzverők szerszámaira is, ezeket pecséttel ellátott, három kulccsal lezárt szekrényben kellett elhelyezniük és csak a kamaraispánnal együtt nyithatták ki. Személyes jelenlétükben történt a pénz készítéséhez szükséges nemesfém öntése és maga a pénzverés is. Minden héten ellenőrizniük kellett az elkészült pénzek súlyát és finomságát. 
Tudjátok meg, hogy országunk főpapjai, bárói és nemesei egymás között beható és egyértelmű megbeszélést folytatván elénk járulva alázatosan azt kérték tőlünk, hogy mivel kamaránk silány pénze országunk lakosságát igen sújtja, országunk egykori jólétének helyreállítására s a közérdek javára marandó értékű és egész országunkban mindenütt forgó új, jó pénzt veressünk.

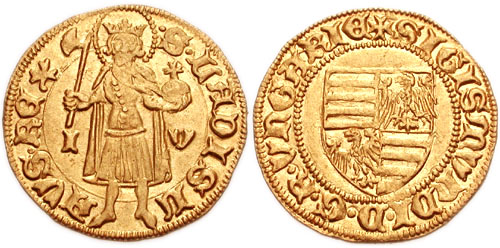
Zsigmond király Budán vert aranyforintja, Szent László király alakjával díszítve, verdejel: I – V (= Buda – Venturi Jakab), előlapján: + SIGISMVNDI. D. G. R. VNGARIE Sigismundi Dei gratia regis Ungariae Zsigmondé, Isten kegyelméből Magyarország királyáé és hátlapján: S. LADISL – AVS. REX Sanctus Ladislaus rex Szent László király

1337-ben az arany ára az ezüstérték húszszorosára nőtt. Károly Róbert ezért 1338-ban leállíttatta a garas verését, és a magyar gazdaság ismét áttért az aranyvalutára. Az aranyforint egyedüli értékpénzzé vált, amelyet ekkor három helyen: Budán,
Körmöcbányán és Erdélyben vertek.
Nagy Lajos és Mária királynő alatt a királyság fő pénzverdéjeként számon tartott budai kamara Zsigmond uralkodásának első éveiben megőrizte vezető szerepét. Nagy Lajos király az 1360-as évek elején az egész ország területéről kiűzte a zsidókat, de amikor pár év mulva visszafogadta őket, akkor a zsidók a Kammerhof szomszédságában, a jelenlegi Táncsics Mihály utca két oldalán telepedtek le 1364-ben.

### Zsigmond-kor
A budai mérték használatát Zsigmond tette kötelezővé 1405-ben, ezzel a régi magyar márka helyére a budai márka lépett.  A magyar aranyforint sikeres fizetőeszközként működött, értéke megegyezett a firenzei aranyforintéval, a velencei dukátéval és magasabb volt, mint a rajnai aranyforinté. Zsigmond pénzein jelent meg először a négyelt címer. Ő vezette be a kvarting vagy vierling (fitying) nevű kispénzt.  Zsigmond uralkodása alatt kiváló minőségű, művészi kivitelű aranyforintokat veretett. A késő középkori verdei pénzeket verde- és mesterjeggyel is ellátták. A jegyeknek a pénzverés ellenőrzésében volt szerepük. Kettős rendszer csak Zsigmond király német származású kamaraispánjainak veretein alakult ki. A betűpáros első tagja a verdehely első betűje, a második pedig a pénzverésért felelős személy nevének első betűje volt, amennyiben az illető nemes ember volt betű helyett a címere is rákerülhetett az érmére. A budai verde szerepe ebben az időben erősödött meg, annak nyomán, hogy Buda lett a király székhelye, s a Budán vert pénzek mintául szolgáltak a többi kamarának. Az aranyforintot Zsigmond korában 3.5723 g nyers és 3.51575 g színsúlyban verték.  Az aranyforint a főnemesség és a pénzüzletek valutája lett és jelentősége elsősorban a külkereskedelemben vált meghatározóvá. 

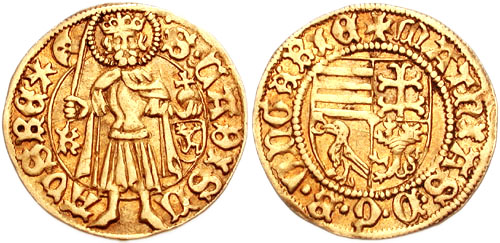
Mátyás király aranyforintja Szent László képével és a Magyar Királyság címerével
(Felirata: •S•LADISL-AVS REX és + MATHIAS•D•G•R•VNGARIE)

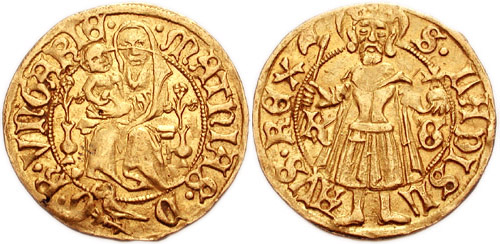
Mátyás pénzreformja után az aranyforintok előlapjára a korábbi címer helyett az ország védőszentje, a Patrona Hungariae került

### Hunyadiak kora
1464-ben a „koronázási törvény” két cikkelye foglalkozott a pénzveréssel. Mátyás ígéretet tett arra, hogy jó pénzt fog veretni „néhai Zsigmond császár” pénzének finomságával és súlyával, s ez a pénz változtatás nélkül forgalomban marad élete végéig. A denár két obolust fog érni, s ezt az új pénzt az adók, a kamara haszna és a tized elszámolásakor el kell fogadni.  Mátyás már királyként, az 1467. évi pénzügyi reformjának bevezetése előtt, felismerte, hogy egy egységes, az egész ország területét behálózó, pénzügyi szervezetet kell létrehozni és a királyi jövedelmek felügyeletét egy kézben kell tartatni, a mindenkori kincstartó kezében.  Eltörölték a kényszerpénzbeváltást, a kamara haszna (lucrum camerae) nevű adót, amely a sok mentesítés miatt már csak csekély adóbevételt jelentett a kincstár számára.

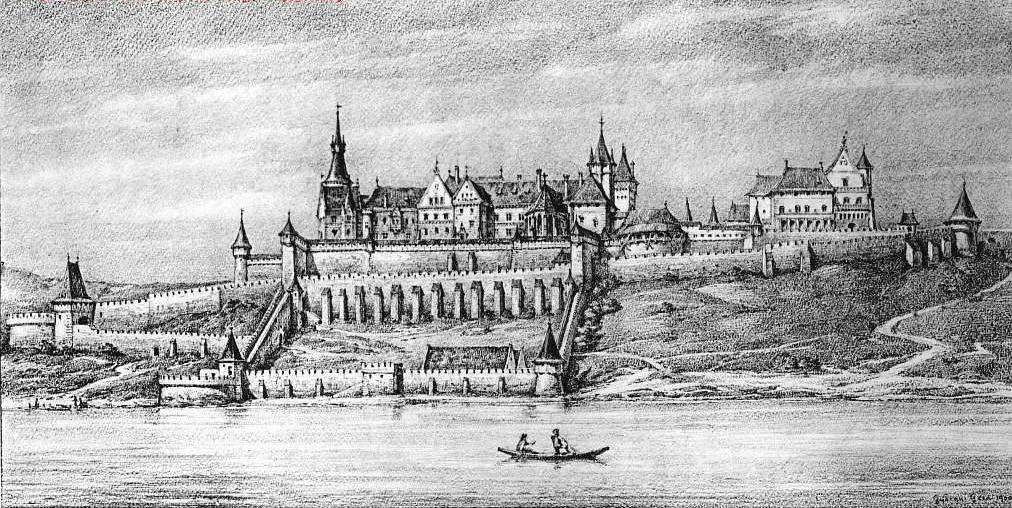
Mátyás budai vára

A kapuadó (lucrum camerae, az első állami egyenesadó) helyett a füstadót (tributum fisci regalis) vezették be, így a háztartásonként szedett adót nem portánként, hanem családonként kellett megfizetni, ami jelentősen megnövelte a kincstár jövedelmét. A király által szentesített pénzügyi törvényt 1467. március 25-én hirdették ki. Bevezették a koronavámot (vectigal coronae) a korábbi általános külkereskedelmi – be- és kiviteli – vám, azaz a harmincadvám (tricesima) helyett.  A kincstartó 1469-ben megkapta a rendkívüli adó beszedésének jogát is. Mátyás a pénzreformja azt is jelentette, hogy bevezették az új, állandó értékű ezüstpénzeket, ekkor 100 dénár ért 20 garast, ami 200 obulust és 1 arany forintot ért. A pénzreform utáni új aranyforint előlapjára a Patrona Hungariae, a karján a kisded Jézust tartó Szűz Mária került, a hátoldalon hagyományosan Szent László egész alakos képe volt látható. 
1470-ben Mátyás a pénzreform miatt bezáratta a budai és kassai pénzverdéket. Aranypénzt pedig, technikai felkészültsége okán, csak Körmöcbányán vertek. 

## A budai királyi pénzverő megszűnése

### Jagelló-kor

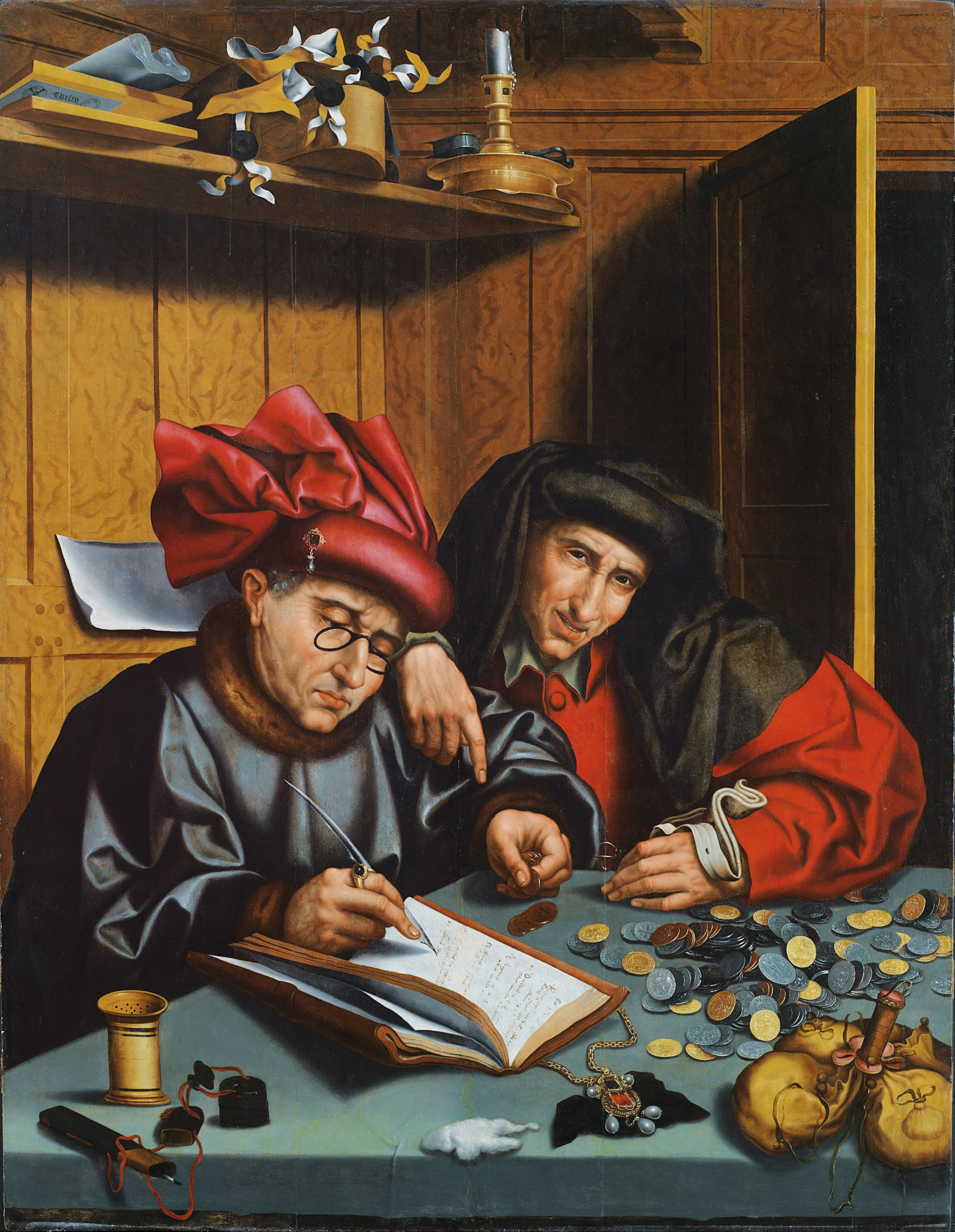
Középkori pénzváltók

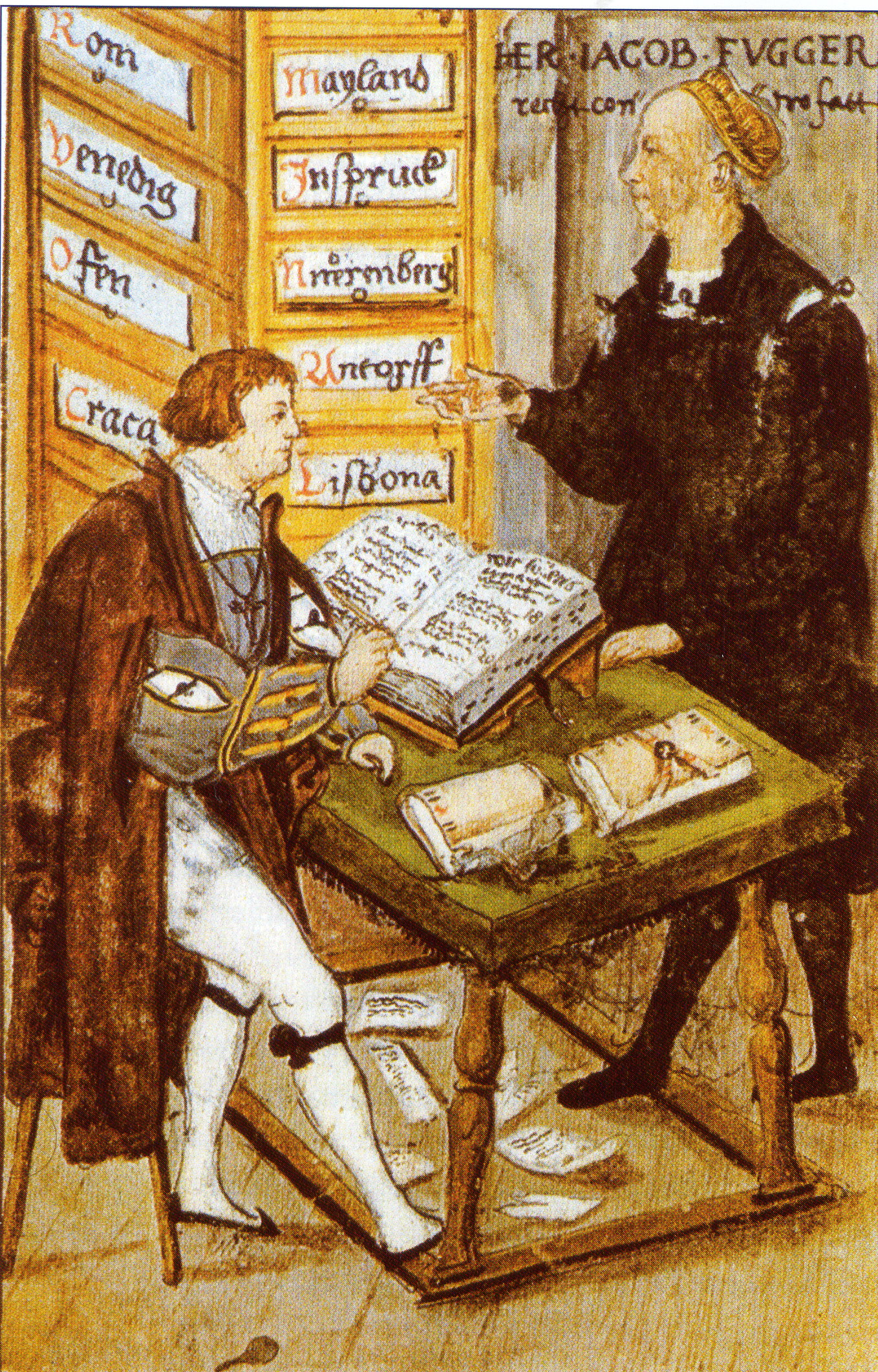
Jacob Fugger és főkönyvelője, Matthäus Schwarz az arany dolgozószobában

1516 után, II. Lajos trónra lépését követően az ország gazdasági helyzete leromlott, a nehéz helyzetet pénzrontással akarták megszilárdítani. Egy Spanyolországból 1492-ben elűzött, majd a befogadni kész Magyar Királyság fővárosában letelepedett szefárd zsidó család leszármazottja, Szerencsés Imre pénzügyi szakember, a készpénz kölcsöneivel és a királyi kamara ügyeiben tanúsított jártasságával nagy tekintélyre tett szert II. Lajos király és Mária királyné előtt. 1520-ban meg is kapta az alkincstartói címet, amit ezt követően négy évig meg is tartott. Az elszegényedett királynak a csökkentett értékű hamis pénz kibocsátását, Szerencsés Imre alkincstartó ajánlotta.

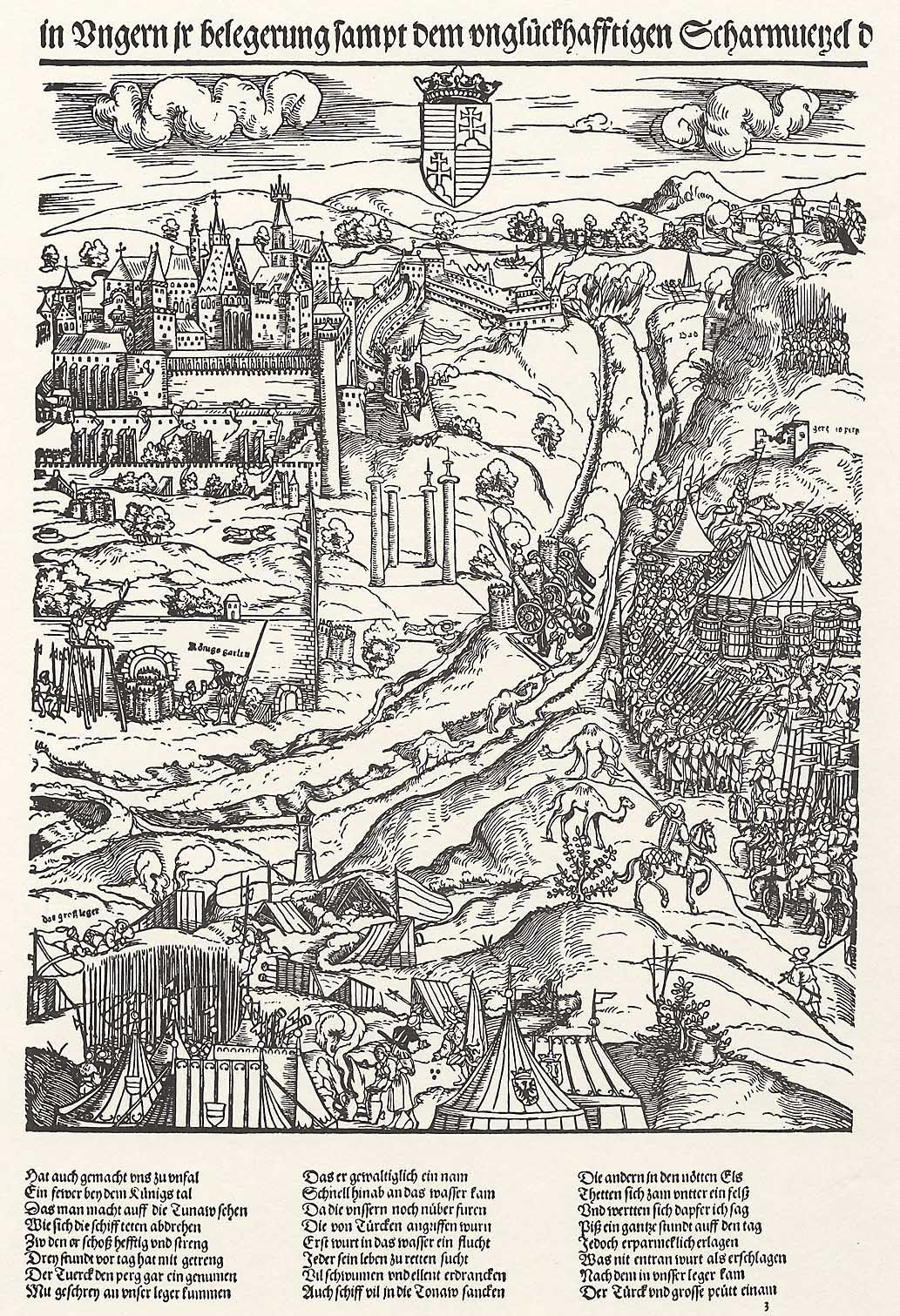
Buda 1541-es ostroma, Erhard Schön metszete nyugat felől ábrázolja a várat és a pénzverő épületegyüttesét

A pénzrontás bevételt hozott a kongó államkincstárnak. A király 1521. július 21-én levelet küldött Körmöcbánya tanácsához, amelyben elrendelte, hogy kellő számú ércolvasztó és pénzverő a megfelelő szerszámokkal büntetés terhe mellett jelentkezzék Budán. A budai pénzverőbe Körmöcbányáról és Bécsből hozatott szerszámokkal és munkásokkal, a budai Keresztelő Szent János utcában (ma Színház utca) beindították a garas, dénár és obulus verését. Az új pénz neve nova moneta lett, a régi jó dénárokat viszont antiqua moneta néven emlegették.
A nova monetának az ezüsttartama körülbelül csak a fele volt a Mátyás-korabelinek, a lakosság 5 új dénárt kért egy régiért. 1522. június 15-én a német birodalmi követek jelentették Ferdinándnak, hogy Magyarországon új pénzt kezdtek verni, mely alig fele a valódi értéknek és az igen nagy akadálya a német katonák küldésének. Ferdinánd kijelentette a magyar követeknek, hogy a segélyhadat csak akkor tudja megigérni, ha a magyarok a pénzüket úgy rendezik, hogy az egyenlő értékű legyen az osztrák pénzzel, nehogy a német zsoldosok megkárosodjanak.

A pénzromlás miatt a nagy mennyiségű ezüstpénz előállítására újabb és újabb verdéket állítottak üzembe, köztük a Mátyás által bezárt budai verdét is. Elrendelték, hogy az új pénz a régi pénzzel egyenlő értékben forogjon, de a rendelkezést nem lehetett betartani. 1525-ben az országgyűlés elrendelte a nova moneta megszüntetését. A budai pénzverő még 1525 közepéig fokozott ütemben dolgozott.
Az 1525. május 7-ei országgyűlésen a rendek követelték II. Lajos királytól a Fuggerek kiűzését, mert „a Fukkarok és az összes külső nemzetbeliek, kik az ország kincseit nyilván kimeritik és kiviszik, ez országból azonnal kitiltandók és kiküldendők, és helyökbe magyarokat kell tenni.”. Követelték Szerencsés Imre alkincstárnok leváltását, jó ércpénz veretését, a pénzverők számadásainak átvizsgálását is. Ezek a követelések, a királyné közbelépése miatt is, végül nem valósultak meg, sőt az 1525. július 3-ai hatvani országgyűlés, amelynek végzéseit a király később nem volt hajlandó szentesíteni, már rehabilitálta Szerencsés Imrét.
A Fugger család – válaszul arra, hogy a király az általuk bérelt rézbányákat visszavette saját kezelésébe – pénzügyi blokádot vezetett be a Magyar Királyság ellen. Az általuk pénzelt ausztriai uralkodó főherceg Habsburg Ferdinánd – aki el volt adósodva a Fuggereknek – nem tudott megfelelő segítséget nyújtani sógorának, a magyar királynak. A Fuggerek, akik addig csak gazdagodtak a Thurzó családon keresztül a felvidéki rézbányászat jövedelméből, a „mohácsi csata előestéjén” megtagadták a pénzügyi segítséget.

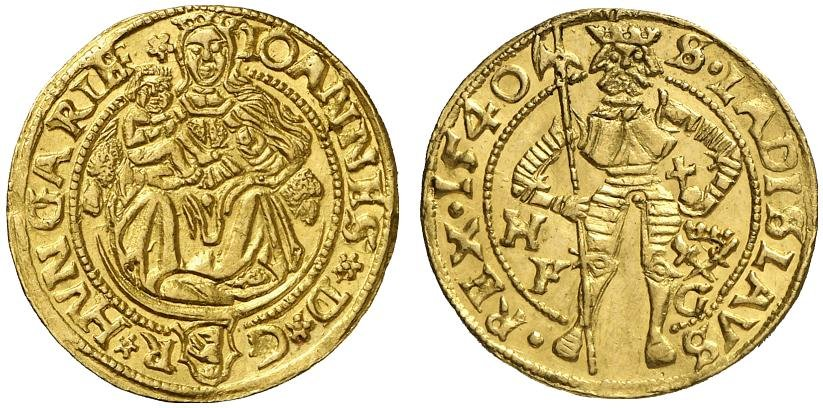
I. János magyar király aranypénze, felirata IOHANNES*D-G*R*VNGARIE alacsony koronájú Madonna, holdkaréjon, jobbján gyermek, alatta Zápolya farkas, S*LADISLAVS -*- REX*1531 szemben álló Szent László, páncélban, ferdén tartott alabárddal és országalmával

A budai pénzverő jelentősége a mohácsi csata elvesztése után csökkent.
Mivel az ország három részre szakadt, 1540-ig két királya volt a megmaradt Magyar Királyságnak, I. János és I. Ferdinánd, akik mindketten egyidejűleg verettek pénzt. A középkori budai pénzverés I. János uralkodása alatt a legutoljára vert Gritti címeres, jegy nélküli dénárral ért véget 1531-ben. Lodovico Gritti kormányzó Fráter Györgyöt megelőzve, rávésette címerét a pénzekre. 1541-ben, Buda török kézre kerülése után, a budai pénzverőhely végleg ellehetetlenült.